# Mauderode (Adelsgeschlecht)

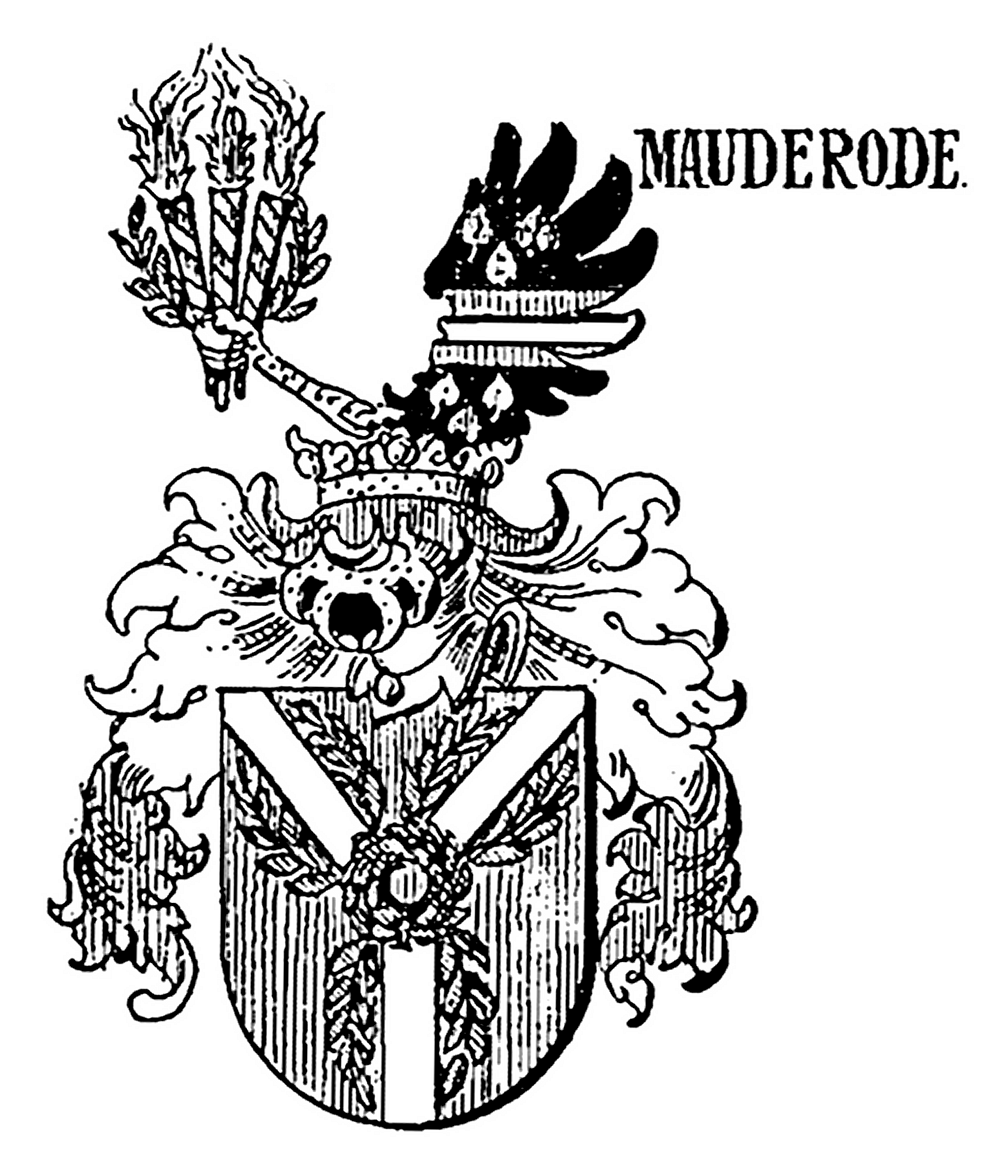
Wappen derer von Mauderode

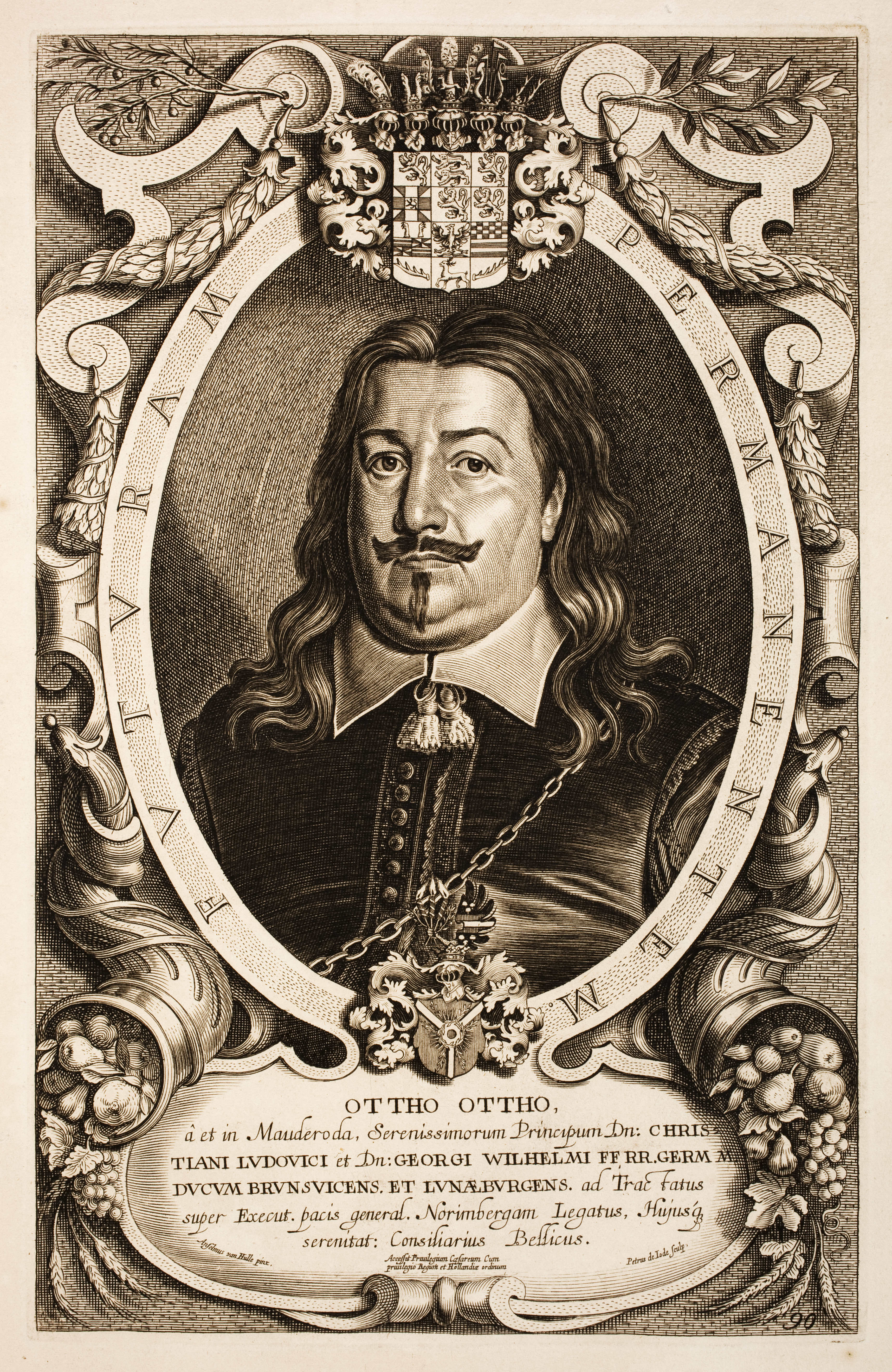
Otto Otto von Mauderode (1648)

Mauderode ist der Name eines aus Thüringen stammenden preußischen Adelsgeschlechts.

## Geschichte
Der braunschweig-lüneburgische Hofrat Otto Otto wurde am 18. September 1650 von Kaiser Leopold I. in den Reichsadelsstand erhoben und nach dem Ort Mauderode, in dem Otto über Besitzungen verfügte, benannt.
Im Jahr 1733 verkaufte die Familie ihren Besitz in Mauderode an die preußische Krone. Die Güter Mauderode und Hochstedt wurden zunächst zu einem Amt zusammengefasst und später mit Klettenberg vereinigt. Damit entstand der preußische Kreis Nordhausen im damaligen Regierungsbezirk Erfurt. Der Familie gehörten weiterhin Tettenborn und Großwechsungen.
Am 20. November 1872 wurde Otto Richter, natürlicher und adoptierter Sohn von Oberstleutnant Ferdinand von Mauderode († 1871), den er mit der königlich preußischen Tänzerin Therese Richter hatte, in den preußischen Adelsstand erhoben und Stifter einer gleichnamigen, heute erloschenen Familie.
Julius von Mauderode (1815–1892) war Erbherr auf Tillsit und Musiklehrer. In zweiter Ehe war er ab 1842 mit Emilie Geitner (1824–1905) verheiratet. Dem ältesten Sohn aus dieser Ehe, dem ersten von zehn Kindern, dem Musiklehrer Ewald von Mauderode (* auf Tillsit 1843), wurde 1866 der Adelsstand gerichtlich aberkannt. Er starb in Amerika. Der zweite Sohn, Bodo von Mauderode (1844–1926), wurde Professor der Musik, er starb in „Neuyork“. Der dritte Sohn war Otto von Mauderode (1852–1909), Begründer der „Tilsiter Allgemeinen Zeitung“. Der vierte Sohn, Emil von Mauderode (1854–1888), wurde Landwirt und Musiklehrer. Auch er starb in Amerika.

## Wappen
In Rot ein durchgehendes silbernes Schächerkreuz, das in der Mitte rund geöffnet und mit einem grünen Lorbeerkranz belegt ist, der nach jedem Kreuzarm zwei diesen beseitende grüne Zweige aussendet. Auf dem gekrönten Helme mit rot-silbernen Decken aus einem schwarzen mit einem oben von 2 roten und einem silbernen (2:1), unten von 2 silbernen und einem roten (2:1) Rosenblättern begleiteten rot-silbern-rot geteilten Querbalken belegten schwarzen Flügel hervorgehend, ein ruhender, in der bloßen Hand 3 rot-silbern schräg umwundene, von je einem grünen Lorbeerzweig beseitete, mit den Spitzen der Flammen zusammenstoßende Fackeln haltender silbern-gepanzerter Arm (statt des gepanzerten Armes wird auch eine die Fackeln haltende, schwarz-geflügelte goldene Adlerklaue geführt).

## Personen
- Otto Otto von Mauderode (1600–1671), braunschweig-lüneburgischer Geheimer Rat und Komitialgesandter am Reichstag in Regensburg
- Augusta von Mauderode, 1780 bis 1794 Äbtissin zu Kloster Marienberg in Boppard
- Ernst von Mauderode (1780–1863), preußischer Generalmajor
- Konstantin Heinrich Ferdinand Oden von Mauderode (1784–1842), Weimarer Offizier und Staatsmann
- Bodo von Mauderode (1791–1882), sachsen-meiningenscher Generalmajor und Schlosshauptmann in Meiningen
- Otto von Mauderode (1852–1909), Begründer der „Tilsiter Allgemeinen Zeitung“